# Feliniopsis satellitis
Feliniopsis satellitis là một loài bướm đêm trong họ Noctuidae.